# 國際音樂峰會
國際音樂峰會（英語：International Music Summit，簡稱IMS）是一個於伊維薩島舉辦的為期三日的電子舞曲（EDM）會議。該會議被視為位於邁阿密舉辦的冬季音樂會議（Winter Music Conference）的直接競爭者。目前，國際音樂峰會也已經在美國好萊塢、亞太地區、馬爾他舉辦。

## 歷史
首屆國際音樂峰會舉辦於2008年並開設300個代表席位。2009年，代表席位增設至400個，並為30家公司設置額外的展覽區域。
2008年的峰會參加的DJ和音樂製作人們包括左外野二人組（Leftfield）的尼爾·巴恩斯（Neil Barnes）、拉尤與夜襲者（Layo & Bushwacka!）、弗朗索瓦·凱沃基安（François K）、威猛長袖巫師二人組（Beyond the Wizard's Sleeve）的理查德·諾里斯（Richard Norris）、羅比·李維拉（Robbie Rivera）、檸檬果凍樂團（Lemon Jelly）的弗雷德·迪金（Fred Deakin）、羅達銀行（Rob da Bank）、湯姆·彌多頓（Tom Middleton）。
2009年的活動參加的有藝人經理人、DJ和音樂製作人，包括猴塞雷迪斯可（Simian Mobile Disco）、地底世界樂團（Underworld）、馬克·朗森（Mark Ronson）、小靴子（Little Boots）、查利·梅（Charlie May）、保羅·歐肯弗德（Paul Oakenfold）、洛伊薩普樂團（Röyksopp）、魔比（Moby）、卡尔·考克斯（Carl Cox）、麥羅（Mylo），還有活動／夜店的代表，例如奶油地音樂節（Creamfields）、最佳音樂節（Bestival）、派馳（Pacha）。更有加拿大電子音樂人瑞奇·哈廷（Richie Hawtin）發表的大會演講。

## 主題曲
- 2008年：湯姆·彌多頓（Tom Middleton）－《記得愛（Remember The Love）》
- 2009年：髒的拉斯維加斯（Dirty Vegas）－《今夜（Tonight）》

## 產業報告
國際音樂峰會2014年商業報告中估計電子舞曲產業市場值為62億美元一年。